# Bézu-Saint-Germain
Bézu-Saint-Germain és un municipi francès situat al departament de l'Aisne i a la regió dels Alts de França. L'any 2007 tenia 663 habitants.

## Demografia

### Població
El 2007 la població de fet de Bézu-Saint-Germain era de 663 persones. Hi havia 216 famílies de les quals 23 eren unipersonals (15 homes vivint sols i 8 dones vivint soles), 66 parelles sense fills, 112 parelles amb fills i 15 famílies monoparentals amb fills.
La població ha evolucionat segons el següent gràfic:
Habitants censats

### Habitatges
El 2007 hi havia 265 habitatges, 222 eren l'habitatge principal de la família, 13 eren segones residències i 30 estaven desocupats. 264 eren cases i 1 era un apartament. Dels 222 habitatges principals, 209 estaven ocupats pels seus propietaris, 12 estaven llogats i ocupats pels llogaters i 2 estaven cedits a títol gratuït; 3 tenien dues cambres, 21 en tenien tres, 56 en tenien quatre i 142 en tenien cinc o més. 186 habitatges disposaven pel capbaix d'una plaça de pàrquing. A 76 habitatges hi havia un automòbil i a 139 n'hi havia dos o més.

### Piràmide de població
La piràmide de població per edats i sexe el 2009 era:
| Homes | Edats   | Dones |
| ----- | ------- | ----- |
| 0     | 95 o +  | 0     |
| 0     | 90 a 94 | 0     |
| 8     | 85 a 89 | 4     |
| 0     | 80 a 84 | 4     |
| 4     | 75 a 79 | 4     |
| 8     | 70 a 74 | 20    |
| 8     | 65 a 69 | 4     |
| 4     | 60 a 64 | 4     |
| 8     | 55 a 59 | 12    |
| 16    | 50 a 54 | 12    |
| 24    | 45 a 49 | 20    |
| 32    | 40 a 44 | 20    |
| 24    | 35 a 39 | 24    |
| 20    | 30 a 34 | 24    |
| 12    | 25 a 29 | 12    |
| 4     | 20 a 24 | 8     |
| 28    | 15 a 19 | 8     |
| 28    | 10 a 14 | 8     |
| 8     | 5 a 9   | 28    |
| 24    | 0 a 4   | 16    |

## Economia
El 2007 la població en edat de treballar era de 429 persones, 329 eren actives i 100 eren inactives. De les 329 persones actives 303 estaven ocupades (171 homes i 132 dones) i 26 estaven aturades (12 homes i 14 dones). De les 100 persones inactives 32 estaven jubilades, 43 estaven estudiant i 25 estaven classificades com a «altres inactius».

### Ingressos
El 2009 a Bézu-Saint-Germain hi havia 275 unitats fiscals que integraven 846 persones, la mediana anual d'ingressos fiscals per persona era de 18.234 €.

### Activitats econòmiques
Dels 27 establiments que hi havia el 2007, 3 eren d'empreses de fabricació d'altres productes industrials, 6 d'empreses de construcció, 8 d'empreses de comerç i reparació d'automòbils, 1 d'una empresa d'hostatgeria i restauració, 3 d'empreses immobiliàries, 5 d'empreses de serveis i 1 d'una empresa classificada com a «altres activitats de serveis».
Dels 8 establiments de servei als particulars que hi havia el 2009, 1 era un taller de reparació d'automòbils i de material agrícola, 3 fusteries, 1 lampisteria, 1 electricista, 1 restaurant i 1 agència immobiliària.
L'únic establiment comercial que hi havia el 2009 era una botiga de mobles.
L'any 2000 a Bézu-Saint-Germain hi havia 9 explotacions agrícoles que ocupaven un total de 588 hectàrees.

## Equipaments sanitaris i escolars
El 2009 hi havia una escola elemental.

## Poblacions més properes
El següent diagrama mostra les poblacions més properes.